# Adolph von Pfretzschner

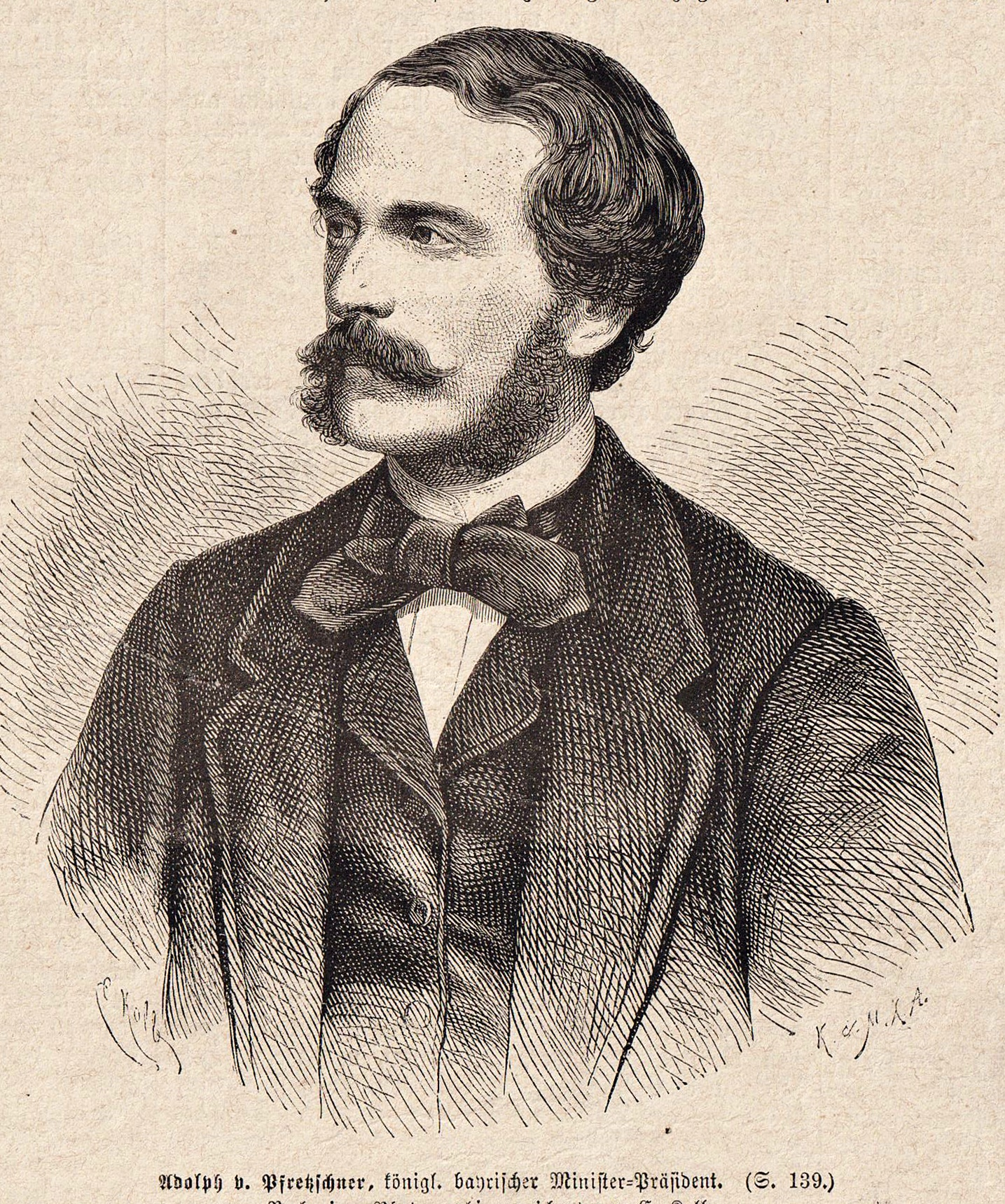
Adolph von Pfretzschner

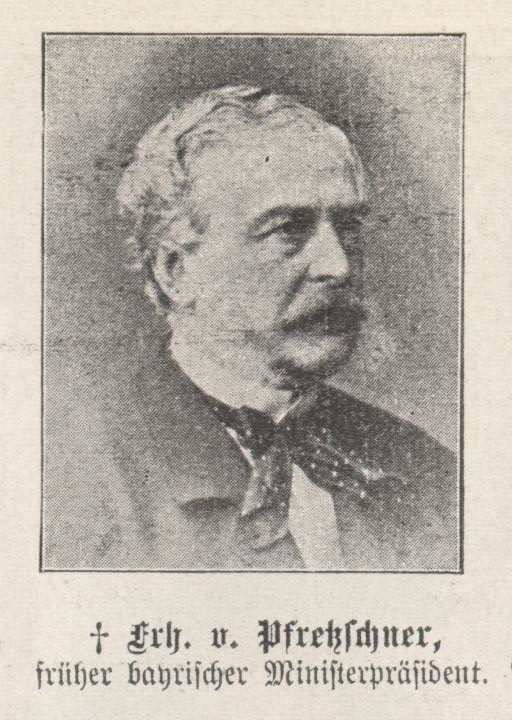
Altersfoto

Adolph Freiherr von Pfretzschner (* 15. August 1820 in Würzburg; † 27. April 1901 in München) war ein bayerischer Politiker. Er war unter anderen Außenminister und Vorsitzender im Ministerrat des Königreiches Bayern.

## Leben

### Frühe Jahre
Pfretzschner war ein Sohn des bayerischen Hauptmanns Ludwig Carl Nikolaus Pfretzschner (1790–1843). Sein Cousin war der Kronacher Bankier und Mitglied des Zollparlaments Karl Pfretzschner (1810–1878). Pfretzschner studierte in München Rechtswissenschaften und war später an den Regierungen von Oberbayern und Mittelfranken tätig. 1849 wechselte er in das Bayerische Staatsministerium der Finanzen. 

### Regierung in Bayern
1865 wurde Pfretzschner Staatsminister für Handel und Öffentliche Arbeiten, 1866 zusätzlich auch für Finanzen. In dieser Eigenschaft erhielt er 1871 das Großkreuz des Verdienstordens vom Heiligen Michael. Pfretzschner galt als politisch gemäßigt liberal. Als Staatsminister der königlichen Regierung für den Handel und die Finanzen zuständig, warb er 1870 bei den Abgeordneten offensiv für die wirtschaftlichen Möglichkeiten einer Reichsmitgliedschaft.
1872 erfolgte seine Ernennung zum Staatsminister des Königlichen Hauses und des Äußeren sowie zum Vorsitzenden des Ministerrats durch König Ludwig II., nachdem sein Vorgänger Friedrich von Hegnenberg-Dux gestorben war. Gegen die katholische Mehrheit im Parlament berief der König weiterhin nur liberale Minister. 
Die bayerische Kulturkampf-Politik nach der Verkündung der Konzilsbeschlüsse der Katholischen Kirche führte 1873 zu einer Beschwerde des Papstes, der 1875 auch gegen die Einführung der Zivilehe protestierte. Die bayerischen Bischöfe brachten ihre Beschwerden 1875 offiziell vor (Plazet, Altkatholiken, Schul- und Ordenspolitik). All diese kirchlichen Initiativen prallten an der Haltung der bayerischen Regierung ab. Zu einer direkten Unterstützung der Altkatholiken kam es aber nicht. Später brachte dann die Reichsratskammer die Beschlüsse der Abgeordnetenkammer zur Beseitigung der Simultanschulen und der Zivilehe zu Fall. 
1873 wurde Pfretzschner zusätzlich zum Ministerrat zum lebenslangen Reichsrat der Krone Bayerns erhoben. Im selben Jahr verhinderte Pfretzschner einen Besuch des Königs in Versailles, um politische Verwicklungen mit Berlin zu vermeiden, aber im Folgejahr reiste Ludwig II. dennoch. Im Oktober 1875, als die katholische Kammermehrheit in einer Adresse das Ministerium Adolph von Pfretzschner offen anklagte und vom König die Erfüllung ihrer Forderungen wünschte, trat Ludwig dem schroff entgegen und versicherte 1876 im Landtagsabschied dem Ministerium sein unerschüttertes Vertrauen. Dieser festen Haltung gegen die katholische Kammermehrheit blieb der König auch in den nächsten Jahren treu. 
Im März 1880 führte der anhaltende Rückgang der Liberalen im Landtag zugunsten der Vereinigten Rechten sowie durch Reichskanzler Bismarck ausgeübter Druck zum Rücktritt Pfretzschners als Außenminister und Vorsitzender des Ministerrates. Am Tage nach seinem Rücktritt wurde er in den Freiherrenstand erhoben. Neuer Vorsitzender im Ministerrat wurde Johann von Lutz, obwohl dieser, entgegen der Tradition, Pfretzschner nicht auch als Außenminister nachfolgte. Diesen Posten übernahm Friedrich Krafft von Crailsheim.